# Freddie Blassie
Frederick Kenneth Blassie född 8 februari 1918, död 2 juni 2003, mer känd som "Classie" Freddie Blassie, var en amerikansk professionell wrestler och manager.